# Meioneta ignorata
Meioneta ignorata là một loài nhện trong họ Linyphiidae.
Loài này thuộc chi Meioneta. Meioneta ignorata được Kendo Saito miêu tả năm 1982.